# عبد الله سيساكو
عبد الله سيساكو (بالفرنسية: Abdoulaye Sissako)‏ (26 مايو 1998 بكليشي في فرنسا - ) هو لاعب كرة قدم فرنسي في مركز الوسط.

## روابط خارجية
- عبد الله سيساكو على موقع قاعدة بيانات كرة القدم.إي يو (الإنجليزية)
- عبد الله سيساكو على موقع Soccerway.com (الإنجليزية)